# Байрамов, Али Байрам оглы
Али Байрам оглы Байрамов (азерб. Əli Bayram oğlu Bayramov, 1889, Лагич, Бакинская губерния — 23 марта 1920, Баку) — активный участник борьбы за установление Советской власти в Азербайджане. Член Коммунистической партии с 1919 (до этого — левый эсер).

## Биография
Родился в семье ремесленника в селе Лагич. Окончил Бакинское мореходное училище, был капитаном баркаса.
После Февральской революции 1917 член Бакинского совета, командовал советским военным судном. После взятия Баку турецкими войсками вёл нелегальную работу в Гандже и Баку. В 1919 один из руководителей «Гуммет» член военно-революционного штаба при Кавказском комитете РКП(б) и военной организации Бакинского комитета РКП(б).
На 1-м съезде Коммунистической партии Азербайджана (февраль 1920) избран членом ЦК КП(б) Азербайджана. Убит неизвестными. После установления Советской власти в убийстве обвинили партию Мусават.
Похоронен на Аллее почётного захоронения в Баку.

## Память
Город Ширван до 2008 года назывался Али́-Байрамлы́ в честь революционера.
30 апреля 1920 года в Баку был создан первый клуб женщин имени Али Байрамова.
- Могила Байрамова на Аллее почётного захоронения в Баку
- Мемориальная доска на стене дома в Баку, где 30 апреля 1920 года был создан первый клуб женщин имени Али Байрамова